# 懸腰寺
懸腰寺（けんようじ）は、山梨県南巨摩郡富士川町小室にある日蓮宗の寺院。山号は妙石山。境内には法論石と呼ばれる大石がある（法論石霊場）。旧本山は小室妙法寺、小西法縁。

## 歴史
- 文永11年（1274年）頃、真言宗の御国院金胎寺（のちの懸腰寺）の善智法印（のちの日伝）が立正大師日蓮と法論し改宗、日蓮宗の寺院となった。

## 文化財
- 鰐口（山梨県指定文化財）昭和35年（1960年）11月7日指定

## 参考資料
- 日蓮宗寺院大鑑編集委員会『宗祖第七百遠忌記念出版 日蓮宗寺院大鑑』大本山池上本門寺 (1981年)
- 市川智康『日蓮聖人の歩まれた道』水書房